# Ilha Gibbs

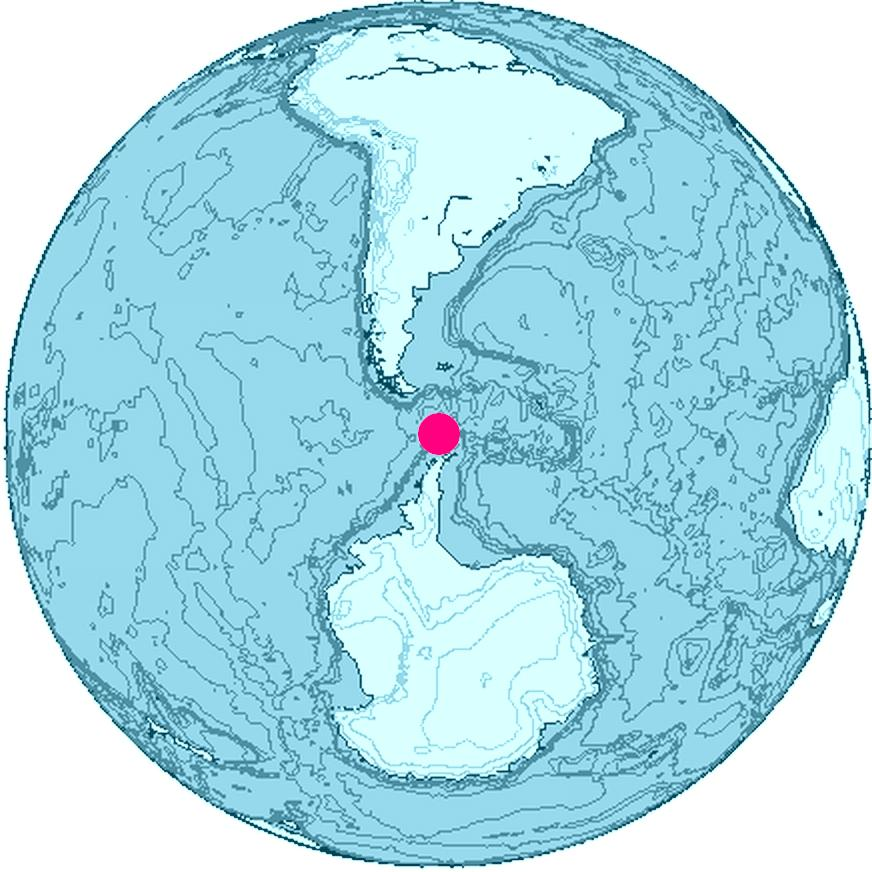
Localização da ilha Gibbs

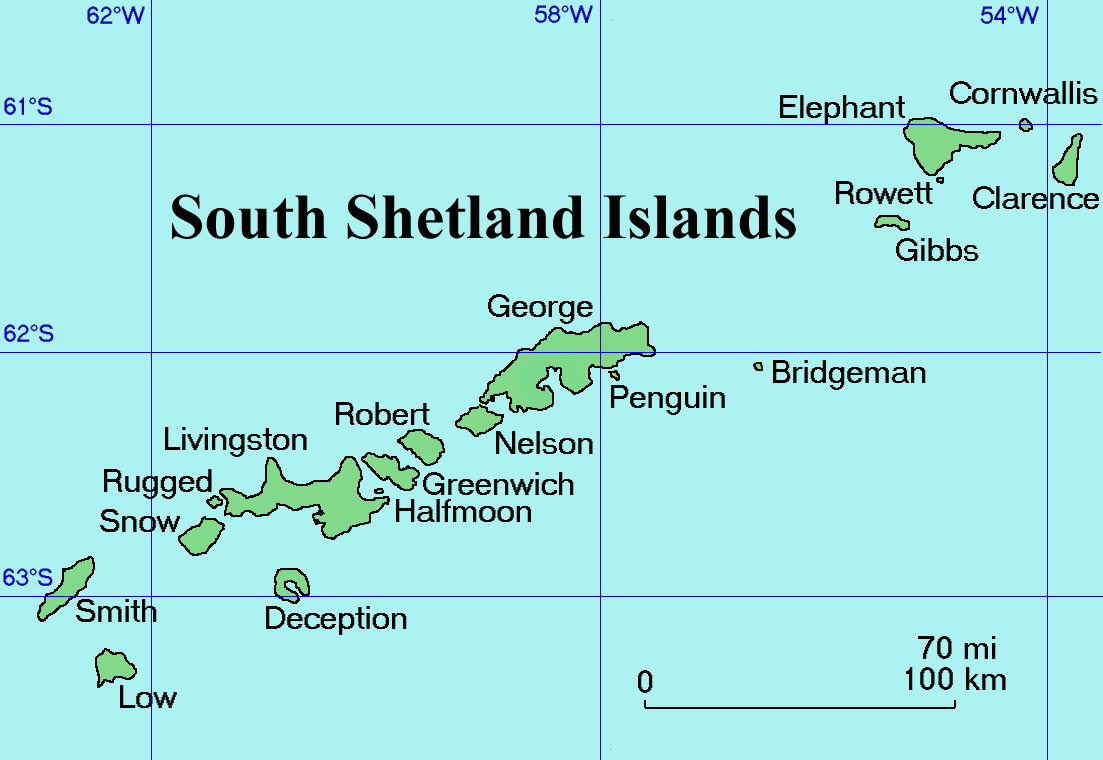
Mapa das ilhas Shetland do Sul

A ilha Gibbs (61° 28′ S, 55° 34′ O) é uma ilha situada 20 km a sudoeste da ilha Elefante e pertence ao arquipélago das ilhas Shetland do Sul. James Weddell, explorador da Marinha Real Britânica, foi o primeiro a desenhar a ilha, em 1825, e parece ter sido o primeiro a atribuir-lhe este nome, hoje utilizado internacionalmente.